# Le Quiou
Le Quiou [lə kju] est une commune française située dans le département des Côtes-d'Armor en région Bretagne.

## Géographie
La commune a donné son nom au dépôt calcaire au centre duquel elle le situe : le calcaire du Quiou. Il a été extrait par plusieurs carrières dans cette commune, ainsi que par les Fours à chaux Bougeard de 1892 à 1975.
| Saint-Juvat | Saint-André-des-Eaux | Évran    |
|             | Quiou                |          |
| Tréfumel    |                      | Plouasne |

### Hydrographie
Pour un article plus général, voir Réseau hydrographique des Côtes-d'Armor.
La commune est située dans le bassin Loire-Bretagne. Elle est drainée par la Rance et le Hac,,.
La Rance, d'une longueur de 104 km, prend sa source dans la commune du Mené et se jette  dans la Manche entre Dinard et Saint-Malo, après avoir traversé 28 communes. 

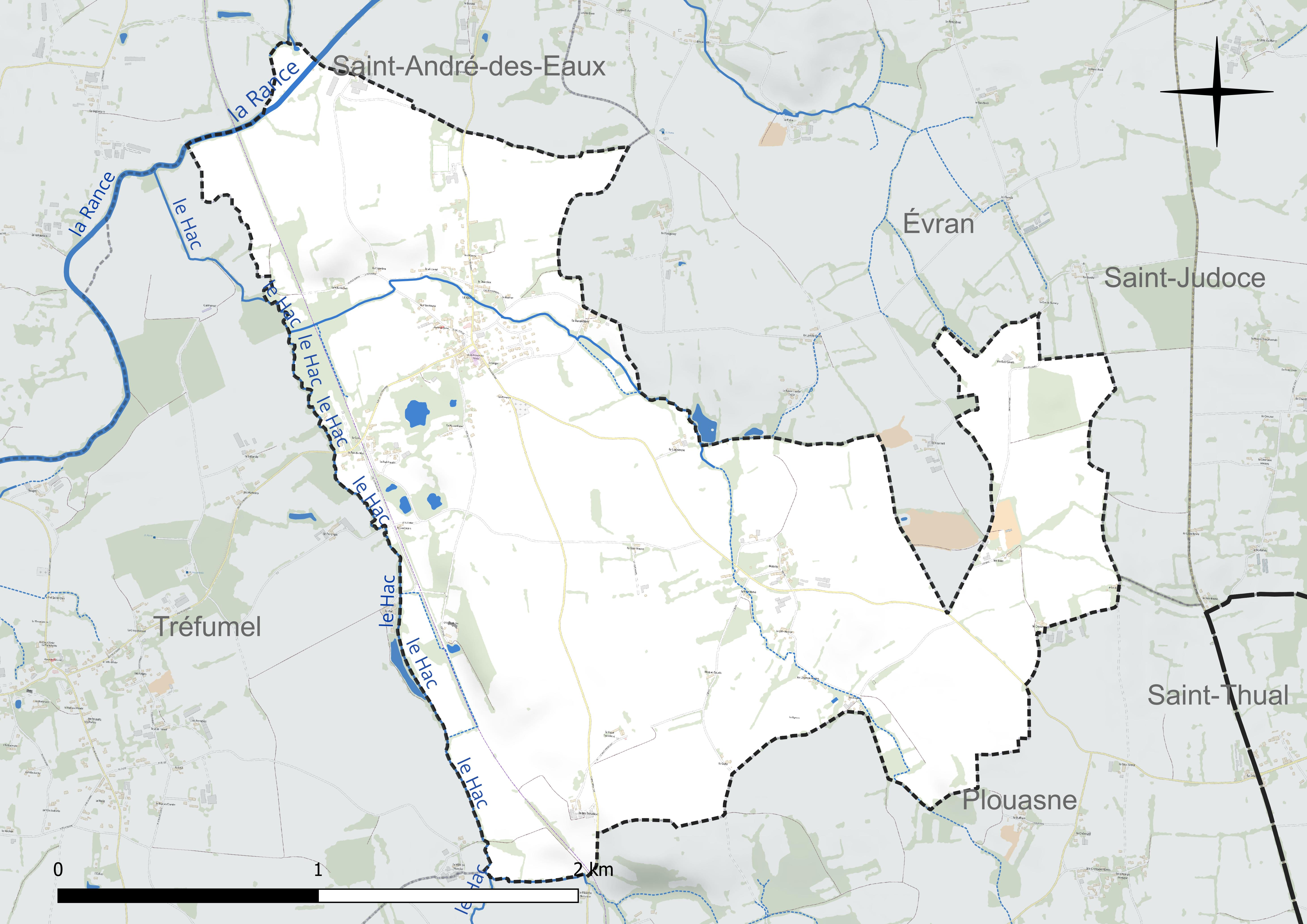
Réseau hydrographique du Quiou.

### Climat
Le climat qui caractérise la commune est qualifié, en 2010, de « climat océanique franc », selon la typologie des climats de la France qui compte alors huit grands types de climats en métropole. En 2020, la commune ressort du type « climat océanique » dans la classification établie par Météo-France, qui ne compte désormais, en première approche, que cinq grands types de climats en métropole. Ce type de climat se traduit par des températures douces et une pluviométrie relativement abondante (en liaison avec les perturbations venant de l'Atlantique), répartie tout au long de l'année avec un léger maximum d'octobre à février.
Les paramètres climatiques qui ont permis d’établir la typologie de 2010 comportent six variables pour les températures et huit pour les précipitations, dont les valeurs correspondent à la normale 1971-2000. Les sept principales variables caractérisant la commune sont présentées dans l'encadré ci-après.
| Paramètres climatiques communaux sur la période 1971-2000 - Moyenne annuelle de température : 11,5 °C - Nombre de jours avec une température inférieure à −5 °C : 1,1 j - Nombre de jours avec une température supérieure à 30 °C : 1,4 j - Amplitude thermique annuelle : 12,2 °C - Cumuls annuels de précipitation : 708 mm - Nombre de jours de précipitation en janvier : 12,4 j - Nombre de jours de précipitation en juillet : 6,1 j |

Avec le changement climatique, ces variables ont évolué. Une étude réalisée en 2014 par la Direction générale de l'Énergie et du Climat complétée par des études régionales prévoit en effet que la  température moyenne devrait croître et la pluviométrie moyenne baisser, avec toutefois de fortes variations régionales. La station météorologique de Météo-France installée sur la commune et mise en service en 1985 permet de connaître l'évolution des indicateurs météorologiques. Le tableau détaillé pour la période 1981-2010 est présenté ci-après.
| Mois                                  | jan.           | fév.             | mars          | avril         | mai           | juin        | jui.          | août          | sep.          | oct.            | nov.          | déc.            | année      |
| ------------------------------------- | -------------- | ---------------- | ------------- | ------------- | ------------- | ----------- | ------------- | ------------- | ------------- | --------------- | ------------- | --------------- | ---------- |
| Température minimale moyenne (°C)     | 2,7            | 2,5              | 4             | 5             | 8,3           | 10,7        | 12,6          | 12,6          | 10,2          | 8,5             | 5,1           | 3               | 7,1        |
| Température moyenne (°C)              | 5,8            | 6,1              | 8,4           | 10,1          | 13,6          | 16,4        | 18,4          | 18,4          | 15,9          | 12,8            | 8,7           | 6,2             | 11,8       |
| Température maximale moyenne (°C)     | 8,9            | 9,8              | 12,8          | 15,1          | 19            | 22          | 24,2          | 24,1          | 21,5          | 17,2            | 12,3          | 9,3             | 16,4       |
| Record de froid (°C) date du record   | −12 02.01.1997 | −14,5 25.02.1986 | −7,2 01.03.05 | −4,8 11.04.03 | −1,6 13.05.10 | 0 06.06.17  | 0,2 21.07.17  | 0 31.08.19    | 0 19.09.17    | −5,5 30.10.1997 | −6,6 29.11.10 | −8,5 31.12.1996 | −14,5 1986 |
| Record de chaleur (°C) date du record | 17 27.01.03    | 22,1 27.02.19    | 24,3 30.03.17 | 28,8 15.04.15 | 32 24.05.10   | 37 28.06.19 | 39,7 23.07.19 | 40,4 05.08.03 | 34,1 14.09.20 | 30,8 02.10.11   | 21,6 01.11.15 | 17 19.12.15     | 40,4 2003  |
| Précipitations (mm)                   | 70,4           | 55               | 50,2          | 54,6          | 63,7          | 48,7        | 49,3          | 46            | 57,4          | 70,3            | 77,7          | 71,6            | 714,9      |

## Urbanisme

### Typologie
Au 1er janvier 2024, Le Quiou est catégorisée commune rurale à habitat dispersé, selon la nouvelle grille communale de densité à 7 niveaux définie par l'Insee en 2022.
Elle est située hors unité urbaine. Par ailleurs la commune fait partie de l'aire d'attraction de Dinan, dont elle est une commune de la couronne,. Cette aire, qui regroupe 25 communes, est catégorisée dans les aires de moins de 50 000 habitants,.

### Occupation des sols
L'occupation des sols de la commune, telle qu'elle ressort de la base de données européenne d’occupation biophysique des sols Corine Land Cover (CLC), est marquée par l'importance des territoires agricoles (100 % en 2018), une proportion identique à celle de 1990 (100 %). La répartition détaillée en 2018 est la suivante : 
terres arables (68,6 %), zones agricoles hétérogènes (31,4 %). L'évolution de l’occupation des sols de la commune et de ses infrastructures peut être observée sur les différentes représentations cartographiques du territoire : la carte de Cassini (XVIIIe siècle), la carte d'état-major (1820-1866) et les cartes ou photos aériennes de l'IGN pour la période actuelle (1950 à aujourd'hui).

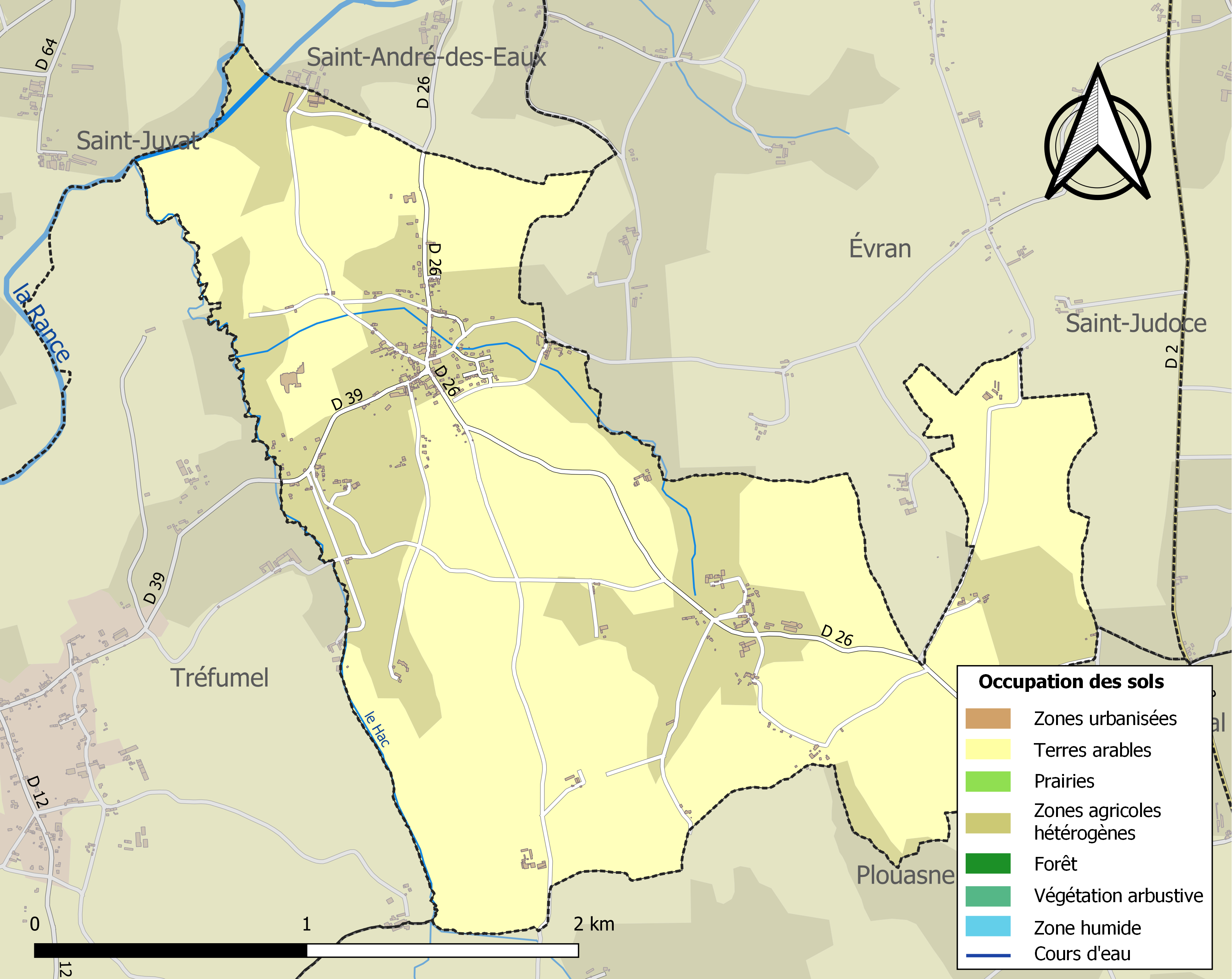
Carte des infrastructures et de l'occupation des sols de la commune en 2018 (CLC).

## Toponymie
Le nom de la localité est attesté sous les formes De Caihou vers 1140, Capella de Chaio en 1187, Ecclesia Parrochia de Gueou au XVe siècle, Queou en 1472, Le Queo en 1480, Le Queou en 1630, Le Quiou en 1631, Le Quejou  en 1731 et en 1779.
Son nom vient du breton keou qui veut dire retranchements. En breton moderne, le mot kaeoù est le pluriel de kae, « retranchement, espace clos ». La lettre K mute en C'h après l'article défini ar, ce qui donne la forme bretonne actuelle Ar C'haeoù (Caihou en 1149).
Ce nom provient de celui du pagus Orcheus [« des Retranchements »], un pays historique qui était un pagus, c'est-à-dire une subdivision administrative de la Domnonée, correspondant à la région de Bécherel - Le Quiou.

## Histoire

### LeXXesiècle

#### Les guerres duXXesiècle
Le monument aux morts porte les noms des 30 soldats morts pour la Patrie :
- 26 sont morts durant la Première Guerre mondiale ;
- 4 sont morts durant la Seconde Guerre mondiale.

## Héraldique
| Blason de Le Quiou | Blason  | D'azur à la barre d'or semée de mouchetures d'hermine de sable posées en fasce et rangées en pal ; au franc-canton de gueules* chargé d'une fasce accompagnée de six billettes rangées en fasce, trois en chef et trois en pointe tous d'or ; le tout accompagnée en pointe d'une scutelle (oursin fossile) du même. * Il y a là non-respect de la règle de contrariété des couleurs : ces armes sont fautives (gueules sur azur). |
| Blason de Le Quiou | Détails | Le statut officiel du blason reste à déterminer. |

## Politique et administration
| Période                                  | Période                   | Identité                     | Étiquette    | Qualité |
| ---------------------------------------- | ------------------------- | ---------------------------- | ------------ | --- |
| Les données manquantes sont à compléter. |                           |                              |              | |
| 1835                                     | 1842                      | Mathurin Homo                |              | |
| Les données manquantes sont à compléter. |                           |                              |              | |
| ca. 1926                                 |                           | M. Saget                     |              | |
| ?                                        | mars 1946 (décès)         | Bernard Collet               |              | |
| ca. 1950                                 |                           | Émile Bougault               |              | |
| mars 1959                                | septembre 1973 (décès)    | Henri Nogues                 | SFIO puis PS | Directeur de cours complémentaire retraité, instituteur honoraire Conseiller général d'Évran (1961 → 1973)                                                  |
| novembre 1973                            | mars 1977                 | André Chatelet (1924-2011)   |              | Agriculteur |
| mars 1977                                | mars 1983                 | Louis Le Picard              |              | Retraité |
| mars 1983                                | mars 1989                 | Édouard Brassier (1921-2006) |              | Médecin agricole Président du Syndicat des eaux Commandeur de la Légion d'honneur (2001)                                                                    |
| mars 1989                                | mars 2008                 | Serge Proust                 | DVG          | Retraité des travaux publics |
| mars 2008                                | En cours (au 24 mai 2020) | Arnaud Carré                 | DVG puis UDI | Cadre supérieur 4e vice-président de la CC du Pays d'Évran (2008 → 2014) 8e vice-président de Dinan communauté (2014 → 2016) Réélu pour le mandat 2020-2026 |

## Démographie
L'évolution du nombre d'habitants est connue à travers les recensements de la population effectués dans la commune depuis 1793. Pour les communes de moins de 10 000 habitants, une enquête de recensement portant sur toute la population est réalisée tous les cinq ans, les populations de référence des années intermédiaires étant quant à elles estimées par interpolation ou extrapolation. Pour la commune, le premier recensement exhaustif entrant dans le cadre du nouveau dispositif a été réalisé en 2005.

En 2022, la commune comptait 355 habitants, en évolution de +14,15 % par rapport à 2016 (Côtes-d'Armor : +1,78 %, France hors Mayotte : +2,11 %).
| 1793 | 1800 | 1806 | 1821 | 1831 | 1836 | 1841 | 1846 | 1851 |
| ---- | ---- | ---- | ---- | ---- | ---- | ---- | ---- | ---- |
| 487  | 501  | 500  | 458  | 492  | 490  | 441  | 436  | 474  |

| 1856 | 1861 | 1866 | 1872 | 1876 | 1881 | 1886 | 1891 | 1896 |
| ---- | ---- | ---- | ---- | ---- | ---- | ---- | ---- | ---- |
| 489  | 514  | 532  | 545  | 528  | 511  | 512  | 508  | 543  |

| 1901 | 1906 | 1911 | 1921 | 1926 | 1931 | 1936 | 1946 | 1954 |
| ---- | ---- | ---- | ---- | ---- | ---- | ---- | ---- | ---- |
| 509  | 523  | 552  | 437  | 449  | 426  | 442  | 407  | 337  |

| 1962 | 1968 | 1975 | 1982 | 1990 | 1999 | 2005 | 2006 | 2010 |
| ---- | ---- | ---- | ---- | ---- | ---- | ---- | ---- | ---- |
| 326  | 331  | 319  | 313  | 286  | 305  | 321  | 321  | 339  |

| 2015 | 2020 | 2022 | - | - | - | - | - | - |
| ---- | ---- | ---- | - | - | - | - | - | - |
| 314  | 347  | 355  | - | - | - | - | - | - |

## Lieux et monuments
- Château de Hac[29], édifié au XIVe, XVe – XVIe siècle, presque en totalité en calcaire local[1]. Résidence de chasse des ducs de Bretagne. Il appartint à Arthur de Richemont, compagnon de Jeanne d'Arc. Il est classé au titre des monuments historiques depuis 1993[30].
- Église paroissiale Notre-Dame, du XIXe siècle.
- Chapelle de Tréveleuc, XVIe siècle, en moellons calcaires[1].
- Villa gallo-romaine située près de l'ancienne gare.

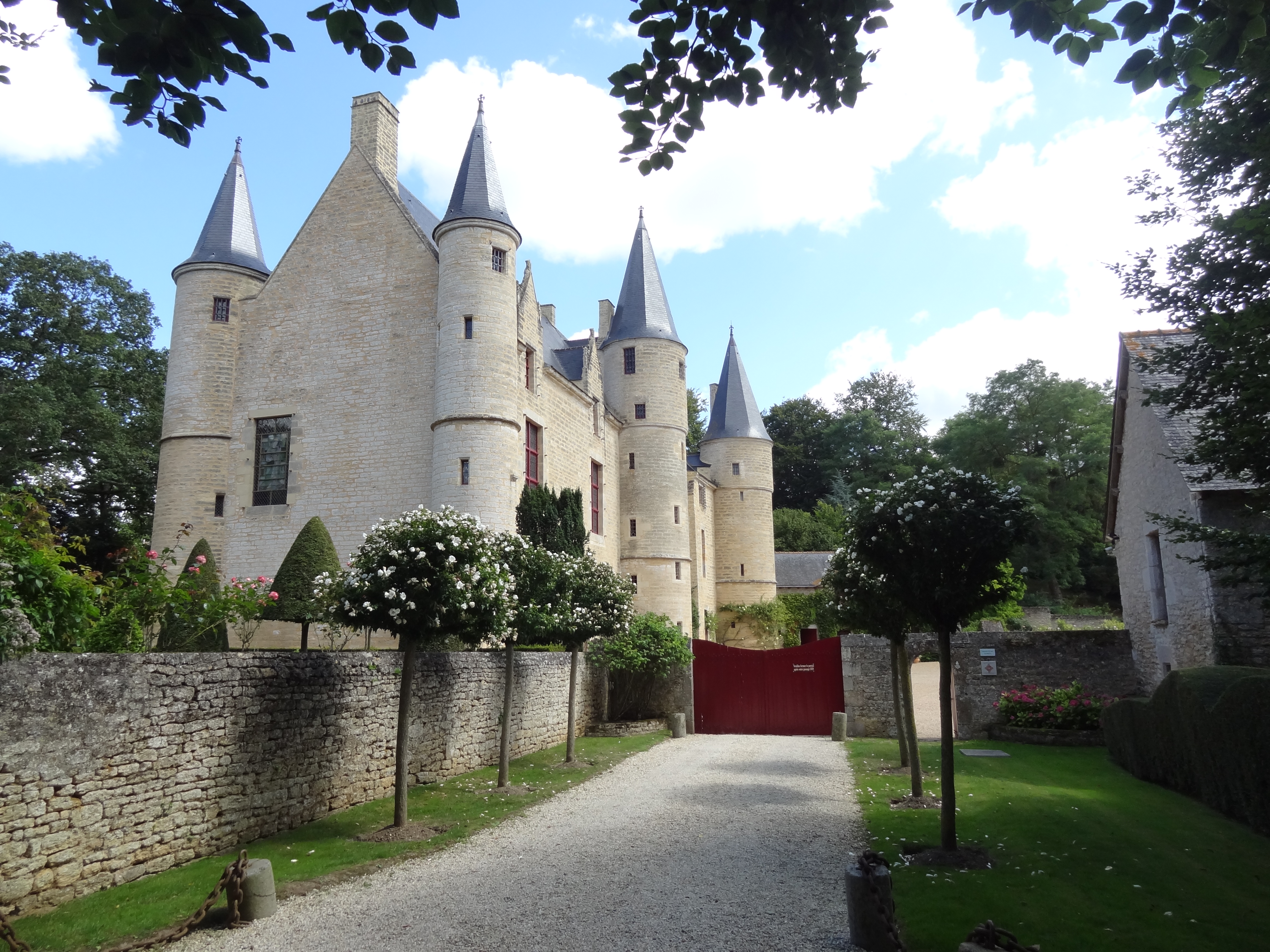
Le château du Hac.
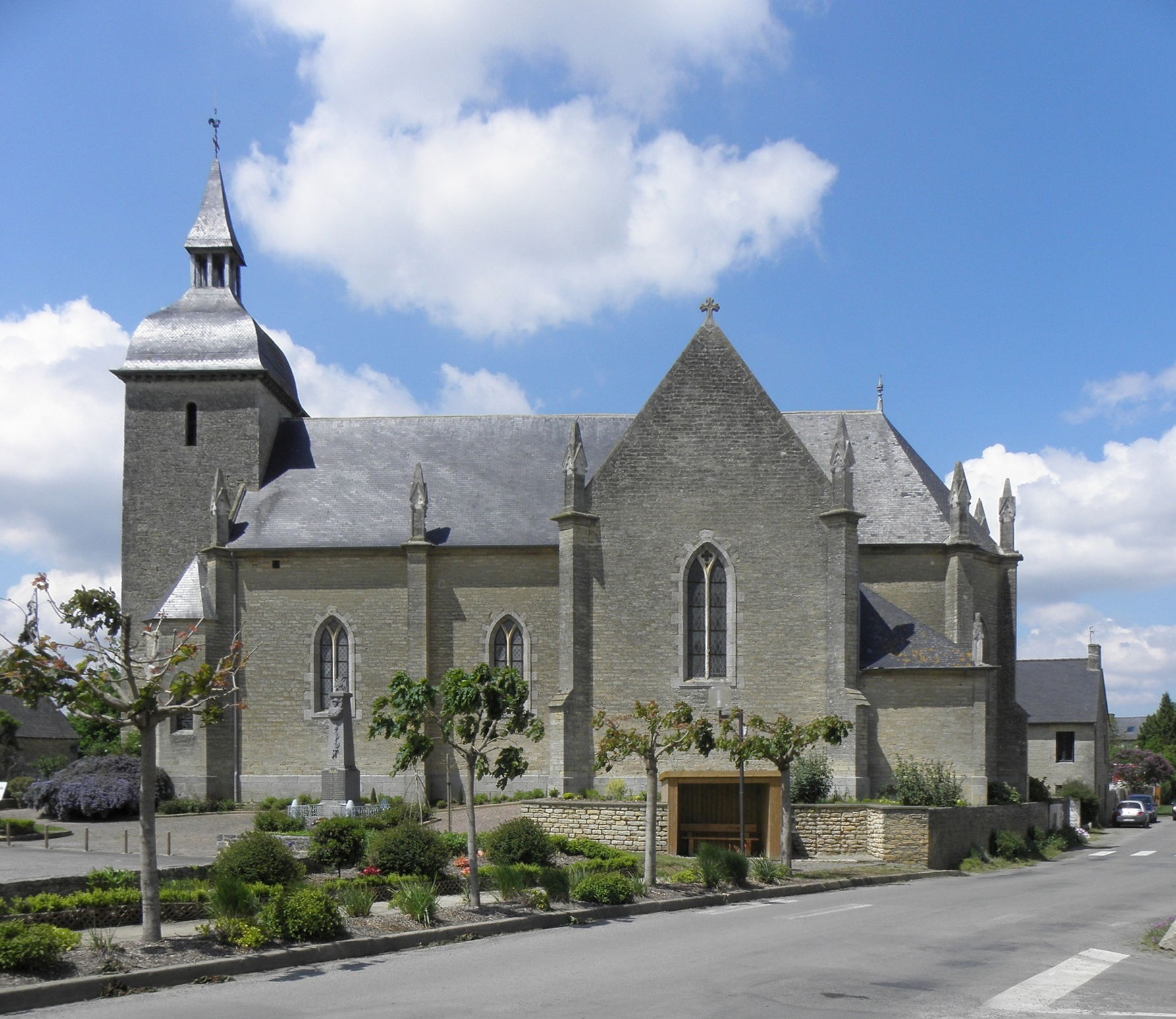
L'église paroissiale Notre-Dame.